# Пагсли Аддамс
Пагсли Аддамс (англ. Pugsley Addams) — брат Уэнсдей Аддамс. Старший ребёнок в семейке Аддамс. Является девиантным ребенком с порочным характером, совершающим прискорбные поступки.

## Характеристика
Энергичный маленький монстр, имеющий белокурые с рыжеватым волосы, выпученные голубые глаза и вечный нарушитель спокойствия, другими словами, парень по соседству, гений по-своему, он делает игрушечные гильотины, полные стеллажи, угрожает отравить свою сестру, может превратиться в мистера Хайда с помощью обычного химического набора. Его голос хриплый, иногда возможна случайная сигара.

## В сериалах и фильмах

### Семейка Аддамс (1964)
В данном сериале он более изобретательный: он показывает свои диковинные инженерные навыки включая пистолет, который мог менять положение гравитации. Он и его отец сделали компьютер, который был очень даже хорошим в то время и робота Смайли. В одной из серий хотел стать скаутом, что вовсе не соответствовало его семье. Ему вызывали абсолютно разных врачей, но не один не смог помочь. А потом он возвращается в прежнего Пагсли.

### Семейные Ценности Аддамсов
Пагсли — старший сын Аддамсов. После того как родился сын Пуберт он пытался любыми темпами его убить веря в то, что «Когда рождается новый ребенок — один из старших должен умереть». Позже ему доказывают, что это просто легенда. После появления няни Дебби, стал следить за ребенком, чтобы он не превратился в нормального. Из-за этой слежки Дебби отправляет его и Уэнсдей в детский лагерь. Во время спектакля он сжигает сцену и привязывает Аманду к столбу, пытаясь её тоже сжечь, как Жанну Д’Арк. Позже сбегает из лагеря домой к родителям, говоря, что там в лагере была настоящая пытка.

### Мультфильмы «Семейка Аддамс» и «Семейка Аддамс. Горящий тур»
Пагсли — это грозный 10-летний мальчик на повышенной передаче. Неумолимый новатор в бесконечных дьявольских заговорах, Пагсли стремится быть таким же злобным, как его старшая сестра. Ему нравится воровать дорожные знаки, предупреждающие об опасности и устанавливать мины-ловушки. Свои подрывные навыки он оттачивает на родном отце.

### Сериал «Уэнздей» (2022)
Пагсли Аддамс является братом Уэнздей Аддамс. В 1 серии он становится жертвой обидчиков, которые заперли его в шкафчике. За это Уэсдней мстит им, бросая пираний в бассейн, за что в итоге её отчисляют из школы. Она поступает в школу «Невермор» и разлучается с Пагсли.